# XXL (kanał telewizyjny)
XXL – francuski kanał telewizyjny nadający filmy erotyczne i pornograficzne. Jest produkowany na potrzeby platformy cyfrowej ABSat, ale rozpowszechniany także poza Francją. Nadaje w godzinach 23:00-3:00. 

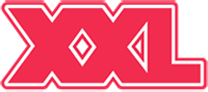
Logo kanału XXL

W Polsce mogą go oglądać abonenci platformy cyfrowej Cyfra+, którzy wykupili pakiet dodatkowy "RelaXXX".